# Garga Haman Adji
Garga Haman Adji, né le 27 janvier 1944 à Maroua (Cameroun français), est un écrivain et homme politique camerounais. Il exerce les fonctions de ministre de la fonction publique et du contrôle supérieur de l'État dans les années 1990. Il est candidat aux élections présidentielles camerounaises de 2004, 2011 et 2018.

## Biographie

### Enfance, famille et études
Issu d’une famille polygamique, Garga Haman Adji est né le 27 janvier 1944 à Maroua, chef-lieu du département du Diamaré et de la région de l'extrême-nord du Cameroun.
Il obtient le Certificat d'études primaires et élémentaires (CEPE) à l'école principale de Maroua, avant de poursuivre ses études secondaires au lycée moderne de Garoua, situé dans l'actuelle région du Nord Cameroun. Il continue son parcours supérieur à l'Université de Yaoundé, où il obtient une licence en droit et sciences économiques. Il va ensuite  à l'Université de Poitiers, en France et il décroche un diplôme d'études supérieures (DES) en sciences politiques. Il retourne ensuite à Yaoundé à l'École nationale d'administration et de magistrature (ENAM) pour être diplômé en tant qu'administrateur civil.

## Carrière professionnelle
À l’âge de 17 ans, Il est nommé administrateur adjoint auxiliaire à la préfecture de Yagoua le 26 novembre 1961 , peu après la proclamation de la République fédérale du Cameroun. En juillet 1962, il devient chef de service au secrétariat du sous-préfet de Kar-Hay, dans le département du Mayo-Danay.
Entre 1971 et 1972, il occupe le poste d'adjoint au directeur de l'administration générale au ministère des Finances. Le 3 novembre 1972, peu après la transition de la fédération vers la République unie du Cameroun le 20 mai 1972, il est nommé secrétaire général au ministère de la Fonction publique.
De 1974 à 1981, il est directeur comptable et financier à la Société nationale d’électricité (SONEL).
En 1981, le président Ahidjo le nomme inspecteur général de l'État. Il occupe ce poste durant les premiers mois de mandat de Paul Biya, qui succède à Ahmadou Ahidjo après sa démission de ses fonctions de président de la République unie du Cameroun le 4 novembre 1982. Le 6 avril 1984, les ressortissants du septentrion camerounais (régions de l'Adamaoua, du Nord et de l'Extrême-Nord), dont il fait partie, organisent un coup d'état à Yaoundé. Ils ne parviennent cependant pas à renverser le régime de Paul Biya. Garga Haman Adji est incarcéré à la prison centrale de Kondengui. Il en ressort blanchi. Le 24 octobre 1984, le président Paul Biya le nomme administrateur-directeur général de la Boston Bank Cameroon, poste qu'il occupe jusqu'en 1986.
Le 7 novembre 1990, il est nommé ministre de la fonction publique et du contrôle supérieur de l'état sous le gouvernement de Sadou Hayatou, premier ministre. Il démissionne de ses fonctions contre toute attente le 27 août 1992.

## Carrière politique
Il fonde le 4 juin 1991 l’Alliance pour la démocratie et le développement (ADD), dans le contexte du retour au multipartisme au Cameroun, marqué par la promulgation des lois sur les libertés de 1990. Lors de l’élection présidentielle de 1992, l’ADD s’allie au Social Democratic Front (SDF) dirigé par Ni John Fru Ndi, et Garga Haman Adji en devient le directeur de campagne. Il affirme par la suite que cette élection, selon lui remportée par leur coalition, aurait été « volée » par le président en exercice, Paul Biya.
Il se présente ensuite à l’élection présidentielle de 2004, où il recueille 140 372 voix, représentant 3,73 % des suffrages exprimés. Candidat en 2011, il obtient un score similaire de 3,21 %, se classant troisième.
Le 29 septembre 2016, il annonce sa candidature à l’élection présidentielle de 2018,,.Dans cette déclaration, il critique les effectifs pléthoriques dans les établissements scolaires, les accords de partenariat économique (APE) qu’il qualifie de « colonisation européenne », ainsi que les bas salaires dans les formations sanitaires publiques.
En janvier 2017, durant les tensions liées aux manifestations dans les régions anglophones, il participe à la cérémonie de présentation des vœux de nouvel an au président Paul Biya. Il rapporte avoir eu un échange avec ce dernier, qui lui aurait demandé de se rendre à Bamenda afin de « ramener tous ceux qui veulent nous quitter ». Selon lui, les revendications des anglophones camerounais sont motivées par leur attachement à la common law et par un sentiment d’exclusion et d’invasion par les francophones.

## Œuvres
- Le Mal Africain: Diagnostic et Thérapie, éditions l'Harmattan, octobre 2009, 332 pages,  (ISBN 978-2-296-09973-9 et 9782296237308)[9].